# Vectorworks
Vectorworks ist ein CAD/BIM-System des Unternehmens Vectorworks, Inc. Es bietet ein Set von 2D-, 3D-, Präsentations- und Konstruktionswerkzeugen für alle Phasen des Planungsprozesses.
Anwender können wie bei der traditionellen Arbeit am Zeichenbrett mit Geraden, Kreisbögen, Kreisen, Rechtecken usw. Ideen skizzieren, aber auch Elemente wie Wände, Fenster, Schränke, Pflanzen, Straßen und Scheinwerfer verwenden. Diese Objekte können mit Mehrfenstertechnik in 2D- und 3D-Ansichten angezeigt werden. 2D-Objekte lassen sich als "planare Objekte" auch in 3D-Ansichten zeichnen. 3D-Modelle können aus 2D-Zeichnungen erzeugt werden und umgekehrt, z. B. durch Legen von Schnitten.
Vectorworks verfügt über eine DXF/DWG- sowie eine IFC-Schnittstelle und kann eine Vielzahl von Dateiformaten importieren und exportieren. Dazu gehören u. a. SketchUp, Revit, 3DS, c4d, EPix, Shapefile/SHP, SAT, Parasolid X_T, PDF, EPS, JPG, TIF und BMP. Darüber hinaus unterstützt Vectorworks die Formate IGES, SAT, STEP und STL, mit deren Hilfe Vectorworks-Modelle z. B. an 3D-Drucker bzw. Rapid-Prototyping-Maschinen übertragen werden können. Mit der integrierten ODBC-Datenbankschnittstelle lassen sich in Vectorworks gezeichnete Objekte mit den Daten externer Datenbanken wie FileMaker, Access, MySQL verknüpfen. Das 3D-Modellieren erfolgt auf der Basis des Parasolid-Modellierkerns von Siemens PLM-Software. Der Bildschirmaufbau wird durch das Vectorworks Graphics Module beschleunigt, das über Multicore-Unterstützung und intelligente Objekte-Tessellierung verfügt. Für die Eventbranche wurde das Standardformat GDTF mitentwickelt. Die Daten können mit Hilfe des Dateiformats MVR weitergegeben werden. Die Versionen Vectorworks Architektur, Landschaft, Spotlight und Designer unterstützen Building Information Modeling (BIM).
Mit Grafikfunktionen, wie z. B. echten Liniendicken, Mustern, Rasterbildfüllungen, Schraffuren, Farbverläufen, Transparenzen, Mosaikfüllungen, Ansichtsbereichen (Viewports), Layoutebenen usw. können Kundenpräsentationen erzeugt werden. Die Skizzenstil-Technologie verleiht CAD-Zeichnungen das Aussehen von handskizzierten Illustrationen.
Für fortgeschritteneres 3D-Rendering steht Renderworks zur Verfügung. Mit dem in Vectorworks integrierten Renderer lassen sich sowohl realistische Bilder erzeugen als auch Bilder, die wie von Hand skizziert aussehen (Aquarell, Bleistift u. a.). Zur Funktionalität von Renderworks gehören Global Illumination, Schattenstudien, sichtbares Licht und Flächenlichter, eine Bibliothek von weit über 1000 Texturen, 3D-Rasterbildobjekte, Umgebungsbilder, atmosphärische Effekte sowie die Unterstützung von HDRI und QuickTime VR. Renderworks basiert auf Cineware by Maxon und erzeugt dadurch beim Export quasi ein generisches .c4d-Format.
Projekt Sharing macht es möglich, dass mehrere Personen am gleichen Projekt zusammenarbeiten. Bürostandards wie Planköpfe, Stempelobjekte oder Symbolbibliotheken können zentral verwaltet werden.
Vectorworks verfügt außerdem über eine Programmiersprache namens VectorScript, mit der man selbst Funktionen programmieren oder aufzeichnen kann – vom einfachen Suchskript über eigene Befehle und Werkzeuge bis hin zu Intelligenten Objekten. VectorScript ähnelt syntaktisch Pascal. Außerdem können auch mit Python sowie Visual Scripting eigene Scripts erzeugt werden.
Zu den Leistungsmerkmalen von Vectorworks gehören darüber hinaus Strukturelemente wie Ebenen, Klassen, Referenzen, Gruppen, Symbole usw., eine assoziative Bemaßung, eine integrierte Datenbank und ein Kalkulationsblatt sowie Solid Modelling-Funktionen für Volumenmodelle.

## Versionen
Vectorworks Basic
beinhaltet die Basisfunktionen des CAD-Programms.
Vectorworks Architektur
baut auf der Funktionalität von Vectorworks Basic auf und erweitert diese um architekturspezifische Werkzeuge, Befehle und Intelligente Objekte. Die Version orientiert sich ausschließlich an den Bedürfnissen von Architekten und war eines der ersten CAD-Programme, die das Konzept des Building Information Modeling (BIM) aufnahmen.
Vectorworks Landschaft
baut auf der Funktionalität von Vectorworks Basic auf. Die Version wurde speziell für Landschaftsarchitektur sowie Stadt- und Landschaftsplanung entwickelt. Es beinhaltet 2D-Zeichen- und 3D-Modellierfunktionen, kombiniert mit professionellen Werkzeugen für Wettbewerbsentwürfe, Werkpläne mit integrierter Massenermittlung und 3D-Modelle.
Vectorworks interiorcad (früher Innenausbau)
baut auf der Funktionalität von Vectorworks Architektur auf. Die Version enthält zahlreiche branchenspezifische Funktionen für Schreiner, Ladenbauer, Küchenbauer und Innenarchitekten: Korpusmöbel, wie Schränke, Sideboards, Regale oder Rollcontainer lassen sich mit dem Korpusgenerator parametrisch planen. Für Tische und Küchenarbeitsplatten und Waschtische ist ein Arbeitsplattenwerkzeug integegriert. Zu allen gezeichneten Möbeln, lässt sich eine Stückliste und eine Kalkulation ermitteln, woraus mit einer entsprechenden Branchensoftware eine Materialbestellung oder ein Angebot erstellt werden kann. Mit dem Zusatzmodul VectorWOP ist ein Export der Möbel auf gängige CNC-Bearbeitungszentren, z. B. von Weeke, Ima, Biesse oder Holz-Her möglich.
Vectorworks interiorcad Small Business
baut auf der Funktionalität von Vectorworks Basic auf. Es enthält damit nur Grundfunktionen für die 3D Planung, aber ebenso wie interiorcad alle branchenspezifischen Funktionen für Schreiner, Ladenbauer, Küchenbauer und Innenarchitekten. Auch eine CNC-Ausgabe ist mit dem Zusatzmodul VectorWOP Small Business möglich.
Vectorworks interior xs
baut ebenfalls auf der Funktionalität von Vectorworks Basic auf, ist aber als reines Planungs- und Visualisierungstool konzipiert. So sind alle Konstruktionswerkzeuge für den Möbelbau enthalten. Stücklisten, Kalkulationen und CNC-Ausgaben sind jedoch nicht möglich.
Vectorworks Spotlight
baut auf der Funktionalität von Vectorworks Basic auf. Die Version vereint 2D-Zeichen- und 3D-Modelliertechnologie mit fortgeschrittenen Licht- und Setdesignwerkzeugen und wurde speziell für Licht-, Set- und Bühnendesigner, künstlerische Leiter und Designprofis in der Unterhaltungsindustrie entwickelt. Mit Spotlight wurde unter anderem das gesamte Wacken Open Air geplant.
Vectorworks Design Suite
enthält die gesamte Funktionalität von Vectorworks Basic, Architektur, Landschaft und Spotlight. Diese Version wird vor allem von interdisziplinären Planern eingesetzt.

## Zusatzmodule
Braceworks
Braceworks ist ein Zusatzmodul für Vectorworks Spotlight für die Rigging-Analyse in der Eventbranche. Es beinhaltet Funktionen, mit denen die Belastung der Traversen berechnet werden kann, um technische Standards einzuhalten und die Sicherheit zu gewährleisten, unter Berücksichtigung von Eurocodes und berufsgenossenschaftlichen Regelungen. Finite Element Analysis (FEM) ermöglicht statische Analysen mit einer grafischen Darstellung der Ergebnisse im Modell. Die Dateien können als DTSV-Dateien für den Datenaustausch mit Statikern exportiert werden.
ConnectCAD
ConnectCAD ist ein Zusatzmodul für Vectorworks Spotlight für die Netzwerkverkabelung und -modellierung: Mit ConnectCAD lassen sich Netzwerk-Schaltpläne oder Layouts von verkabelten Geräten und den physischen Wegen erstellen, die Kabel von einem Gerät zum anderen in einem Grundriss oder Modell führen.
Vision
Vision ist eine Echtzeitvisualisierungssoftware. Vision arbeitet plattformunabhängig mit Konsolen zusammen und kann für die Vorvisualisierung von Shows und das Programmieren von Cues eingesetzt werden. Mit Vectorworks Spotlight geplante Lichtshows können inklusive Lampen und Patch an Vision übertragen werden.
ElementsCAD Basic
ElementsCAD Basic ist ein Zusatzmodul für Vectorworks. Das Modul beinhaltet branchenspezifische Werkzeuge, Befehle und Bibliotheken für Ladenbauer, Messebauer, Innenausbauer und Innenarchitekten. Ein Schrankgenerator erzeugt parametrische Möbel, Regale, Korpusse oder Dachschrägenschränke. Selbst gezeichnete Türfronten, Griffe, Sockel oder Plattenprofile können aus dem Schrankgenerator aufgerufen werden. Ein weiteres Werkzeug erzeugt abgeschrägte oder gebogene Objekte, beispielsweise Wohnzimmerschränke mit geschweiften Türen. Zu den gezeichneten Möbeln wird eine Stückliste ausgegeben. Das CNC-Programm ElementsCAM erzeugt für die parametrischen Möbel sowie für selbst gezeichnete Bauteile CNC-Programme, die an Bearbeitungszentren verschiedener Hersteller wie Weeke, Biesse, SCM, Format4 oder HolzHer übergeben werden.
ElementsCAD Basic enthält eine Bibliothek mit Symbolen, 2D- und 3D-Materialien verschiedener Hersteller wie Häfele, Hettich, Grassmann, Egger, Ostermann oder Thermopal.
ElementsCAD Basic integriert sich durch eigene Arbeitsumgebungen in die Vectorworks Versionen Basic, Pro, Spotlight, Architektur, Designer und Interiorcad. Das Modul ist in deutscher und englischer Sprache verfügbar und lässt sich innerhalb von Vectorworks auch frei in andere Sprachen übersetzen.
ElementsCAD XS
ElementsCAD XS beinhaltet einen 2D-Schrankgenerator und die ElementsCAD Bibliothek und richtet sich ebenfalls an die Zielgruppe Ladenbauer, Messebauer, Innenausbauer und Innenarchitekten. Der 2D-Schrankgenerator erstellt parametrische Vorderansichten. Über eigene Klassen können den Einzelteilen individuelle Farben, Schraffuren, Muster, Farbverläufe oder Rasterbilder zugewiesen werden.
Möbelmanager vitra
Dieses Zusatzmodul enthält das Werkzeug "Möbelmanager", mit dem über eine OFML-Schnittstelle - den Standard der deutschen Möbelhersteller - auf Herstellerbibliotheken zugegriffen werden kann. Auf diese Weise kann beispielsweise das komplette Möbelsortiment von Vitra und das Lampensortiment von Belux in Vectorworks verwenden werden. Material und Farben der Möbel lassen sich frei auswählen. Durch die OFML-Schnittstelle weisen die Möbel auch kaufmännische Daten auf, die für ein Angebot aus allen in der Planung enthaltenen Möbeln verwendet werden können. Derzeit unterstützt das Werkzeug Möbelmanager die Produktpalette von Vitra und Belux. Die Integration der Kataloge anderer Hersteller ist geplant.
SimTread
Mit SimTread lassen sich Personenströme in Vectorworks-Entwürfen simulieren, z. B. bei der Planung und Analyse von Gebäuden oder Verkehrsprojekten, um die Bewegung von Fußgängern zu visualisieren. SimTread kann von Planern im Bereich Architektur, Stadtplanung, Verkehrsmanagement und Brandschutz eingesetzt werden, um eine Risikominimierung für den Notfall zu erreichen. Konkret lassen sich damit beispielsweise die Wege von Besuchern in einem Museum oder bei einem Konzert steuern oder in einem Fußballstadion das Verlassen von Hunderttausenden von Fans in einem Film nachvollziehen.

## Geschichte
Vectorworks wurde 1985 ursprünglich für den Apple Macintosh von Diehl Graphsoft Inc.entwickelt und hieß bis 1999 MiniCAD. Das Unternehmen wurde im Frühjahr 2000 von der Nemetschek AG für rund 30 Mio. US-Dollar übernommen. Die Firma wurde daraufhin in Nemetschek North America umbenannt, ab 2008 hieß sie Nemetschek Vectorworks und seit 2015 Vectorworks Inc.
| Version | Plattform     | Jahr | Hauptfunktionen |
| --- | ------------- | ---- | --- |
| MiniCad 1 | Mac           | 1985 | 3D-Editor, Rendern mit unsichtbaren Flächen, 27 geometrische Grundobjekte, perspektivische Ansichten, Bearbeiten von Rasterbildern |
| MiniCad 2 | Mac           | 1986 | 2D-Editor, 15 Ebenen, PICT-Unterstützung, unbegrenztes Zoomen, mehrere Zeichenblätter, Unterstützung von Mac-Schriften, Rasterbild-Import, 8 Linienarten, Symbolbibliothek, Bemaßungen |
| MiniCad 3 | Mac           | 1987 | Bearbeiten mehrerer Dokumente, Textrotation, Stift- und Füllmuster, Ausrichtraster, freie Objektrotation, Doppelgeraden-Werkzeug, Flächen anlegen und löschen, Verrunden, verschiebbarer Ursprung, Ebenenfarben, Schnitt-Befehl |
| MiniCad 4 | Mac           | 1988 | Aufklappbare Werkzeuge, Textbearbeitung in jedem Zoom, Doppellinien zusammenfügen, Doppellinienverbindungen, neue Kreisbogenmethoden, allgemeine Geschwindigkeitszunahme |
| MiniCad+ 1 | Mac           | 1988 | Duplizieren Plus, MiniPascal, integriertes Datenblatt, Symbolordner, Kurvenwerkzeug, integrierte 2D/3D-Umgebung, 256 Farben |
| MiniCad+ 2 | Mac           | 1989 | DXF-Schnittstelle, EPS-Export, voll rotierbarer Text, Vectorschraffuren, Klick-Klick-Zeichnen-Modus, Moduspalette, Spiegelwerkzeug, bewegliche Werkzeugpaletten, Fläche anlegen |
| MiniCad+ 3, Modul Konstruktion | Mac           | 1991 | Intelligenter 2D-Zeiger, Datenbank, Datenpalette, Datenblatt, Suchfunktionen für MiniPascal und Datenblatt, neue Bemaßungswerkzeuge |
| MiniCad+ 4, Modul Konstruktion | Mac           | 1993 | Wandobjekt, Boden- und Dachobjekte, Durchlaufen-Werkzeug, Überfliegenwerkzeug, intelligenter 3D-Zeiger, Bemaßung unterstützt Toleranzen, eigene Linienarten, Schnitt, hybride Objekte, Methodenzeile, Infozeile |
| MiniCAD 5, Modul Konstruktion | Mac           | 1994 | Abfasen-Werkzeug, eigene Maßstäbe und Einheiten, verbesserter intelligenter Zeiger, Polylinien, Gruppe bearbeiten-Modus, unbegrenzte Anzahl Ebenen und Klassen |
| MiniCAD 6, Module Pro, Architektur, Landschaft, Innenausbau, Maschinenbau                                                            | Mac/Windows   | 1996 | Infopalette, Löcher in Polygonen, EPSF-Export, ClarisCAD-Schnittstelle, Arbeitsebenenpalette, 3D-Umformenwerkzeug, 3D-Hilfspunkte, direktes 3D-Bearbeiten, SDK C-Programmierschnittstelle, MaskenEditor, PowerPC-Unterstützung |
| MiniCAD 7, Module Pro, Architektur, Landschaft, Innenausbau, Maschinenbau                                                            | Mac/Windows   | 1997 | Lichtquellen, Sonnenstand, verdeckte Kanten gestrichelt anzeigen, assoziative Schraffuren, automatische Wandverbindungen, Unterstützung von Formeln in Eingabefeldern, Bemaßungen mit zwei Einheiten, Säulenobjekt, rotierbares Raster, DWG-Export, 3DMF-Export. Kompatibel mit AutoCAD 12. |
| VectorWorks 8, Module Pro, Architektur, Landschaft, Innenausbau, Maschinenbau                                                        | Mac/Windows   | 1999 | 100 Widerrufenschritte, Klassenattribute, Referenztechnologie, runde Wände, komplexe Wandaufbauten, Dachobjekt, Kontextmenüs, Tooltips und Ballonhilfe, Sichern in alten Dateiformaten, QuickDraw 3D-Rendern, Rasterbild-Import und -Export. Kompatibel mit AutoCAD 14. |
| VectorWorks 8.5, Module Pro, Architektur, Landschaft, Innenausbau, Maschinenbau                                                      | Mac/Windows   | 1999 | Intelligente Objekte, OpenGL-Rendering (nur Windows) |
| VectorWorks 9, Module Pro, Architektur, Landschaft, Innenausbau, Maschinenbau                                                        | Mac/Windows   | 2001 | RenderWorks, höhere Präzision, assoziative Bemaßungen, Relationen, NURBS-Kurven, Pfadkörper, Verbinden- und Trennen-Werkzeuge, Intelligente Pfadobjekte, Verjüngungskörper, In Schraffur umwandeln, unbegrenztes Koordinatensystem, Rechtschreibprüfung, intelligente Fenster, Türen, Gebäude und Bäume, kostenloser Viewer. Kompatibel mit AutoCAD 2000. |
| VectorWorks 9.5, Module Pro, Architektur, Landschaft, Innenausbau, Maschinenbau                                                      | Mac/Windows   | 2002 | OS X-Unterstützung, 3D Power Pack (Solids, NURBS-Flächen, Verrunden, Hohlkörper, Flächenkörper, IGES-Import und -Export). Kompatibel mit AutoCAD 2002. |
| VectorWorks 10, Module Pro, Architektur, Landschaft, Innenausbau, Maschinenbau                                                       | Mac/Windows   | 2002 | Batch-Konvertierung, Zoomen mit dem Mausrad, verbesserte Zubehörpalette, Verläufe, Rasterbildfüllungen, Tabulatorzeichen in Textfeldern, verbesserter Rasterbildexport, Text an Pfad, Doppelklick zum Bearbeiten von Objekten, STL-Export, schnellere Solids, neues Treppenwerkzeug, Pflanzenwerkezeug, verbundene Wände, Bestuhlungsobjekt, automatische Backup-Dateien |
| VectorWorks 10.5, Module Pro, Architektur, Landschaft, Innenausbau, Maschinenbau                                                     | Mac/Windows   | 2003 | Rasterdruck-Methode, Körper umformen-Werkzeug, Profil an Pfad rotieren, Oberflächenmapping von Texturen für NURBS, DXF/DWG mit Rasterbildern, verbessertes 3D-Snappen, verbessertes 3D-Bearbeiten |
| VectorWorks 11, Module Pro, Architektur, Landschaft, Innenausbau, Maschinenbau                                                       | Mac/Windows   | 2004 | Ansichtsbereiche (Viewports), kontextsensitive Hilfe, SAT-Import und -Export, 2D OpenGL-Beschleunigung, Layoutebenen, Dachstuhl, RenderWorks mit Malstil, Multiprozessor-Unterstützung, automatische Kompression, Objektfüllung, Sonderfarben, Listen und Legenden, Plankopf, Batch Drucken, Ähnliches aktivieren. Kompatibel mit AutoCAD 2004. |
| VectorWorks 11.5, Module Pro, Architektur, Landschaft, Innenausbau, Maschinenbau, Spotlight                                          | Mac/Windows   | 2004 | Automatische Beleuchtung, verbessertes Freihand-Werkzeug, zuletzt benutzte Schriften, Skizzenstil, verbesserte Parallele, Online-Updater. Kompatibel mit AutoCAD 2005. |
| VectorWorks 12, Module Pro, Architektur, Landschaft, Innenausbau, Maschinenbau, Spotlight                                            | Mac/Windows   | 2005 | Dynamische Schnitte, 3DS-Import, Geländemodell, neue Werkzeugpaletten, komplett überarbeitete Ebenen- und Klassenverwaltung, Navigationspalette, SHP-Unterstützung, Ebenen stapeln, realistisches Licht, Polygone mit einem Klick erzeugen, 3D-Personen-Objekt, Radiosity, Flächen- und Linienlichter, sichtbares Licht. Kompatibel mit AutoCAD 2006. |
| VectorWorks 12.5, Module Pro, Architektur, Landschaft, Innenausbau, Maschinenbau, Spotlight                                          | Mac/Windows   | 2006 | PDF-Export und -Import, Kettenbemaßung, an grauen Ebenen und Klassen ausrichten, Google Earth-Export, verbesserte Referenzen, Universal Binary/Intel Mac-Unterstützung, 3D-Glättung, HDRI-Import und -Export, Unicode-Unterstützung, 3D-Duplizieren |
| VectorWorks 2008, Module Pro, Architektur, Landschaft, interiorcad (früher Innenausbau), Maschinenbau, Spotlight                     | Mac/Windows   | 2007 | Rotierbares Zeichenblatt, Ansichtsbereiche auf Konstruktionsebenen, echte Referenzen, Objektmaße am Zeiger, verbesserte Transparenzen, beliebig viele Farben, gemeinsames Nutzen von Präferenzen, Vorgaben, Favoriten etc., Massenermittlung nach REB, Hyperlinks, einfache Fenster und Türen, Dateiendung ".vwx". Kompatibel mit AutoCAD 2008. |
| Vectorworks 2009, Module Pro, Architektur, Landschaft, interiorcad (früher Innenausbau), Maschinenbau, Spotlight                     | Mac/Windows   | 2008 | Parasolid-Modellierkern, verbesserter Intelligenter Zeiger, Datei-Import via Drag and Drop, verbesserte Listen und Legenden, Import von Farben und Farbpaletten, Parasolid X_T-Import und -Export, Ausrichten an PDFs. Kompatibel mit AutoCAD 2009. |
| Vectorworks 2010, Module Pro, Architektur, Landschaft, interiorcad, interiorcad Small Business, interior xs, Maschinenbau, Spotlight | Mac/Windows   | 2009 | Planänderungen durch Überschreiben der Maßzahl, intuitives 3D-Modellieren, Wandschalen automatisch verbinden, echte Nischen und Vorsprünge in Wänden, verbessertes Bearbeiten von Schraffuren, Baumkataster, verbessertes 3D-Ausrichten, Decals. Kompatibel mit AutoCAD 2010. |
| Vectorworks 2011, Versionen Pro, Architektur, Landschaft, interiorcad, interiorcad Small Business, interior xs, Spotlight, Designer  | Mac/Windows   | 2010 | Verbessertes 3D-Modellieren, Text mit Blocksatz und Formatvorlagen, Böden und Decken in Schichtaufbau, Räume anlegen und verwalten, skalierbare Symbole, verbessertes Bearbeiten von Bemaßungen, Mosaik-Füllungen, CINEMA 4D-Render-Engine. Kompatibel mit AutoCAD 2011. |
| Vectorworks 2012, Versionen Pro, Architektur, Landschaft, interiorcad, interiorcad Small Business, interior xs, Spotlight, Designer  | Mac/Windows   | 2011 | Röntgenblick für verdeckte Objekte, verbessertes Arbeiten mit Wänden, Farben für Zeichnungshintergrund, Objektdarstellung mit Datenbankeinträgen steuern, automatische Arbeitsebene, 3D-Modellieren mit 2D-Werkzeugen, Geschosse, Georeferenzierung, Renderstile. Kompatibel mit AutoCAD 2012. |
| Vectorworks 2013, Versionen Pro, Architektur, Landschaft, interiorcad, interiorcad Small Business, interior xs, Spotlight, Designer  | Mac/Windows   | 2012 | Verbessertes Zoomen und Verschieben des Ausschnitts, Bilder in Tabellen, frei definierbare Linienarten, DXF/DWG-Batch-Export, Detail-Ansichtsbereiche, Schnittbox, 3D-Flächenunterteilung, Auto-Hybridobjekt, Schiebetüren, Rendern im Hintergrund. Kompatibel mit AutoCAD 2013. |
| Vectorworks 2014, Versionen Pro, Architektur, Landschaft, interiorcad, interiorcad Small Business, interior xs, Spotlight, Designer  | Mac/Windows   | 2013 | Scripting mit Python, Modellieren in OpenGL, Displacement Mapping, Publizieren-Befehl, Verdrehen-Werkzeug, 3D-Abschrägen-Werkzeug, Geländemodell auswerten, DXF/DWG-Dateien referenzieren, externe Datenbankverbindung zu SQLite. Kompatibel mit AutoCAD 2014. |
| Vectorworks 2015, Versionen Pro, Architektur, Landschaft, interiorcad, interiorcad Small Business, interior xs, Spotlight, Designer  | Mac/Windows   | 2014 | 64-Bit-Version, erweitertes Vectorworks Graphics Module, Unterstützung von Retina und 4K, Vorhangfassaden, PDF/A-1b-Export, STEP-Export und -Import, verbesserte Beschriftungen, transparente Verläufe, verbesserte Dämmungen, 2D-Schraffuren in 3D-Kantenrenderings. Kompatibel mit AutoCAD 2015. |
| Vectorworks 2016, Versionen Architektur, Landschaft, interiorcad, interiorcad Small Business, interior xs, Spotlight, Designer       | Mac/Windows   | 2015 | Grafisches Scripting, Energieanalyse, Subdivision Modeling, Projekt Sharing, Migrationsassistent, Kettenzüge, Import Punktwolke, 3D-PDF-Export, OBJ-, STL- und NAS-Import, Kompatibel mit AutoCAD 2016. |
| Vectorworks 2017, Versionen Architektur, Landschaft, interiorcad, interiorcad Small Business, interior xs, Spotlight, Designer       | Mac/Windows   | 2016 | Zubehör-Manager, Hauptfangpunkte, Unterzüge und Träger, Bewässerungsplanung, Innenansichten, Kabelwerkzeuge, Webdarstellung exportieren, Renderworks und Fotoansicht integriert, IFC Version 4-Unterstützung, Import Revit. Kompatibel mit AutoCAD 2017. |
| Vectorworks 2018, Versionen Architektur, Landschaft, interiorcad, interiorcad Small Business, interior xs, Spotlight, Designer       | Mac/Windows   | 2017 | Mehrfenstertechnik, Objektstile, Unterstützung von Unicode, gerenderte Panoramen exportieren, GeoTIFF-Import, Blattwerk, Zusatzmodul Braceworks für Rigging-Analyse, Renderengine CineRender integriert. Kompatibel mit AutoCAD 2018. |
| Vectorworks 2019, Versionen Architektur, Landschaft, interiorcad, interiorcad Small Business, interior xs, Spotlight, Designer       | Mac/Windows   | 2018 | Multicore-Unterstützung des Vectorworks Graphics Modules, Datenstempel, Hybridtechnologie, Bildeffekte, Schleppkurven-Simulation, Geländemodellierung, Bridles, Import mtextur und buildup-Daten, Dateiformat MVR (My Virtual Rig) für Austausch von GDTF-Daten. Kompatibel mit AutoCAD 2019. |
| Vectorworks 2020, Versionen Architektur, Landschaft, interiorcad, interiorcad Small Business, interior xs, Spotlight, Designer       | macOS/Windows | 2019 | Datenvisualisierung, Datenmanager, Integration von GIS-Informationen, historisiertes Modellieren, Echtzeit-Animationen, Schematische Ansichten für Lichtpläne, Resilio Sync-Unterstützung, Export Revit, Import XPlanung. Kompatibel mit AutoCAD 2020. |
| Vectorworks 2021, Versionen Architektur, Landschaft, interiorcad, interiorcad Small Business, interior xs, Spotlight, Designer       | macOS/Windows | 2020 | Smart Options, Schnellsuche, Graphics Module, Excel-Import/Export, verbesserte 3D-Modellierung, ablösbare Reiter, Materialien, intelligente Markierungen, Achsraster. Kompatibel mit AutoCAD 2021. |
| Vectorworks 2022, Versionen Architektur, Landschaft, interiorcad, interiorcad Small Business, interior xs, Spotlight, Design Suite   | macOS/Windows | 2021 | Läuft nativ auf Apple M1-Prozessoren, Unterstützung der Grafiktechnologien Metal (Apple) und Direct X (Windows), Rendern mit Redshift by Maxon, Twinmotion-Schnittstelle, Texturieren von Einzelflächen, DWG-Import von CIVIL3D-Objekten, Geländemodell-Bodenschichten, ARCGIS-Datenaustausch, Kabel- und Stromplanung. Kompatibel mit AutoCAD 2022. |
| Vectorworks 2023, Versionen Architektur, Landschaft, interiorcad, interiorcad Small Business, interior xs, Spotlight, Design Suite   | macOS/Windows | 2022 | Startbildschirm, echte Laibungen, grafische Legenden, Querprofile für Geländemodelle, verbessertes 3D-Modellieren von Kanten, Laubwerk-Pflanzen, Hecken-Werkzeug, Blütezeitkalener, Omniverse Connector, USD-Import- und Export. Kompatibel mit AutoCAD 2023. |
| Vectorworks 2024, Versionen Architektur, Landschaft, interiorcad, interiorcad Small Business, interior xs, Spotlight, Design Suite   | macOS/Windows | 2023 | Überarbeitete Benutzeroberfläche, kontextsensitiver 3D-Modifikator für das Bearbeiten von 3D-Objekten, Stile für Ansichtsbereiche, Change Tracking System für Projekt Sharing, Excel referenzieren, Fenster und Türen direkt modellieren, Schrank-Werkzeug, Zaun-Werkzeug, Geländer-Werkzeug, Equipment-Übersichten, KI-Visualisierung. Kompatibel mit AutoCAD 2024. |
| Vectorworks 2025, Versionen Architektur, Landschaft, interiorcad, interiorcad Small Business, interior xs, Spotlight, Design Suite   | macOS/Windows | 2024 | Sichtbarkeitssteuerung für einzelne Objekte, Zwei-Punkt-Perspektive, kontrollierte Navigation mit Ansichtssteuerung, Aussparungen in Wänden, Arbeitsplatten-Werkzeug, Raumbelag-Manager, automatische BIM-Klassifikation, Raumgestalter und Möbelkonfiguratior (Schnittstelle zu pCon.Catalog), Elektroinstallation, Einfassungen-Werkzeug, Projektreferenzpunkt, Echtzeitvisualierung Showcase, GDTF-Mapping, Vectorworks Cloud Document-Reviewer, Geländedaten-Export (REB/GAEB). Kompatibel mit AutoCAD 2024. |